# Batalla de Zenta
La batalla de Zenta se enmarca dentro de la Guerra de la Liga Santa y enfrentó el 11 de septiembre de 1697 a un ejército del Sacro Imperio Romano Germánico de 50 000 hombres, bajo el mando de Eugenio de Saboya, contra un importante ejército otomano de más de 80 000 hombres al mando del Sultán Mustafa II. La batalla terminó con la victoria imperial.

## Preludio
A mediados del siglo XVII, el Imperio Otomano logra frenar la anarquía durante un tiempo y realizar una recuperación efímera pero espectacular. Esta recuperación vendrá dada por dos grandes visires: Mehmed Köprülü y su hijo Fazil Ahmed. Con ellos y a pesar de la derrota en la Batalla de San Gottardo (1664) se confirma la autonomía de Transilvania bajo autoridad turca, el Imperio otomano conquista Candía a los venecianos a pesar de la defensa de su dux Contarini y obtiene por esta conquista la isla de Creta. También emprende en la década de los setenta dos guerras victoriosas contra la Mancomunidad Polaco-Lituana. Pero esta recuperación es de corta duración y tras el Sitio de Viena, y la consiguiente derrota frente a las tropas germano-austro-polacas dirigidas por Juan III Sobieski en la batalla de Kahlenberg, se forma una Liga Santa que agrupa al Sacro Imperio Romano Germánico, Venecia, Polonia y algo más tarde a Rusia.
Mientras los rusos atacan Crimea y los venecianos Morea y el Ática (destrucción parcial del Partenón en 1687), los Imperiales dirigidos por Eugenio de Saboya toman Buda en 1686 y Belgrado en 1688.
La guerra de los Nueve Años distrae al Emperador y se acumulan efectivos en occidente, por lo que los turcos reconquistan Belgrado (1690) y expulsan a los venecianos de Morea. Al año siguiente Luis Guillermo de Baden-Baden conquista toda Transilvania. La guerra continuó en un estado de punto muerto durante los seis años siguientes.

## Movimientos previos
Salió el sultán Mustafa II de Adrianópolis y abrió en persona la campaña de 1697. En Sofía supo que el general austríaco Aucsperg se había visto precisado a levantar el sitio de Bihać, gracias a la vigorosa defensa de la guarnición. También se recibió la noticia de una victoria naval que Mezzomorto había obtenido sobre la flota veneciana, mandada por Molino. El sultán reunió dos consejos de guerra para decidir el plan de la campaña, y oído el dictamen de los visires, ligados en secreto para apoyar el plan de operaciones que el gran visir, Elmas Muhammed Bajá, había hecho para esta campaña, que contaba con extraordinarias prevenciones, y mandaba él su ejército en persona avanzando fieramente hacia Hungría hacia las márgenes del río Tisza.

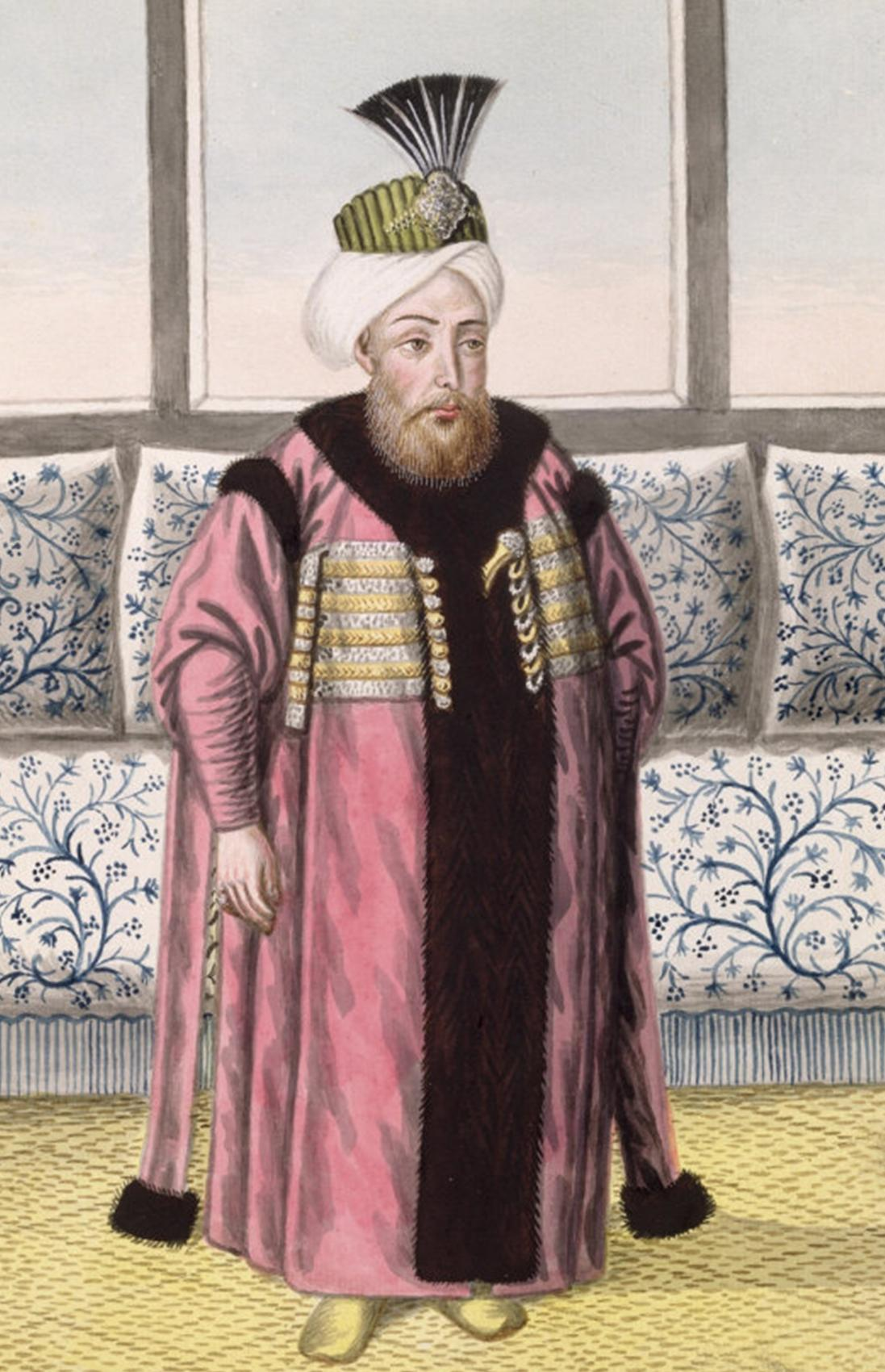
Mustafa II, obra de John Young.

Los Imperiales se juntaron al mismo tiempo en Verismartón y los mandaba el Príncipe Eugenio de Saboya, que habiéndose puesto en marcha, fue a acampar a Futach, villa situada a orillas del Danubio. En un Consejo de Guerra se resolvió pasar a Cubila, que distaba dos leguas cortas por encima de Titul, ciudad pequeña que se había tomado a los turcos en la campaña antecedente; y en fin, después de algunos movimientos, acampó el 26 de agosto en Zenta.
Después de haber saqueado y quemado Titul, los otomanos se dispusieron a asediar la fortaleza de Petrovaradin. El Gran Visir se mantuvo en la margen del Danubio, que había que cruzar para ir a sitiar Petrovaradin. Eugenio, ocultando sus intenciones con escaramuzas con los spahis, había pasado el puente antes que él.
Entre los presos que tomaron los Imperiales, había un Pachá, a quien interrogaron y, aunque en un principio se negó a responder nada, no tardó en confesar que ya se había empezado a cruzar el Tisza, y que una gran parte del ejército bajo las órdenes del gran visir ya estaba fuertemente atrincherado cerca de Zenta.
El Príncipe Eugenio, que había resuelto dar una batalla, se encontraba ocupado señalando los puestos en los que debía colocarse la infantería cuando llegó un correo a traerle una orden del Emperador que le prohibía arriesgar cualquier combate. Sin embargo, la orden llegaba demasiado tarde. Los preparativos para la batalla estaban demasiado avanzados. La detención de ellos hubiese supuesto el sacrificio de parte de las tropas imperiales. Así que Eugenio se metió la carta en el bolsillo y a la cabeza de seis regimientos de dragones se acercó lo suficiente a los turcos para percibir que estaban preparados a cruzar el Tisza. Tras lo cual volvió a su ejército con aire de satisfacción, lo que se consideró que era un buen presagio para los soldados.

## La batalla

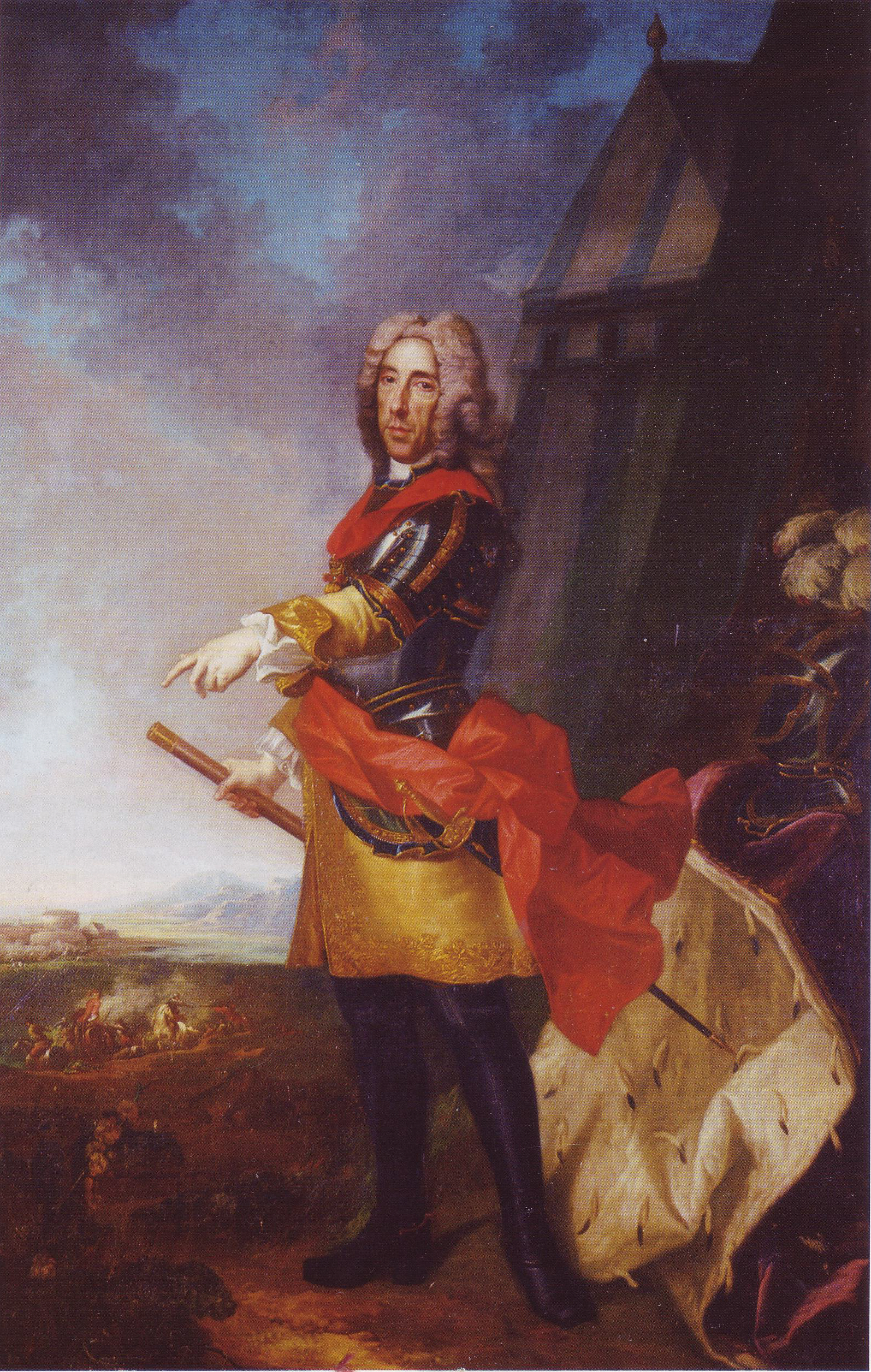
El Príncipe Eugenio de Saboya, obra de Karl Gutkas.

El ejército turco, dos veces más numeroso que el Imperial, estaba apostado entre Bcrlek y Zénta, en una llanura regada por muchos arroyos, la cual se extiende a la derecha y a la izquierda hasta el Danubio. Se habían levantado allí dos trincheras, de las cuales la primera estaba guarnecida por 100 piezas de artillería. El Príncipe Eugenio empezó el combate al hacer huir a dos mil spahis, a quienes se les obligó a replegarse dentro de las trincheras, y tras algunas descargas de artillería de los turcos, el ejército imperial avanzó el ala izquierda comandada por Rabutin, inclinándose un poco hacia la derecha, y el conde Starhemberg, que mandaba la derecha, para hacer el mismo movimiento a la izquierda, por lo tanto, se abrazaron en un semicírculo. Los turcos atacaron a la izquierda imperial y Eugenio envió cuatro batallones de la segunda línea que -contaban con apoyo de artillería- para dispersar a la caballería y abrir una brecha en las trincheras. Eran las seis de la tarde cuando se inició el asalto. La infantería se arrojó a las trincheras con la bayoneta calada, y estaba sostenida por la caballería, que avanzó hasta la orilla del foso, el cual tardó muy poco en llenarse. Los turcos, imposibilitados de resistir este asalto, cedieron primero en su derecha, después en su frente y finalmente por todas partes. Los imperiales los siguieron hasta su trinchera interior y fue grande la mortandad, porque el puente se hallaba muy estrecho para dar paso a todo un ejército desordenado, y la mayor parte de los que se echaron al río se ahogaron.
No se pudieron conocer bien las pérdidas de los turcos hasta el día siguiente, cuando se halló la tierra toda cubierta de cuerpos muertos. Del numeroso ejército otomano, veinte mil hombres perecieron en el campo de batalla, diez mil en las aguas: Elmas Muhammed Bajá, persuadido de la suerte que le estaba reservada, prefirió morir combatiendo y pereció en la refriega con un gran número de bajás, entre ellos también Ca'fer Pachá, el defensor de Belgrado. Los oficiales cogieron un inmenso botín: además de la artillería, los bagajes y las cajas del ejército, se apoderaron de un tesoro bastante rico perteneciente al sultán, de diez mujeres de su harén, de sus coches, del sello del imperio, de siete colas de caballo y de cuatrocientas banderas, 72 cañones, 505 barriles de pólvora, 48 pares de timbales, 500 tambores e incluso de varios camellos. El Sultán, que se encontraba en la otra orilla del Tisza, huyó una vez vio perdida la batalla, y a toda prisa llegó a Temesvar (Timisoara), donde se ocupó de reemplazar a los altos dignatarios que habían perecido en la derrota de Zenta.
Tras la batalla de Zenta, Eugenio de Saboya envió a Vaudemont para llevar la noticia a Viena. Procedió a introducirse en Bosnia, donde se tomaron y destruyeron los castillos de Dobay, Maglay, Schebze, Bronduckj y Sarajevo, ciudad rica y comerciante, que contaba con más de 30 000 habitantes, y que fue enteramente arruinada, y volvió a sus cuarteles de invierno en Hungría.

## Recibimiento del Príncipe Eugenio en la Corte

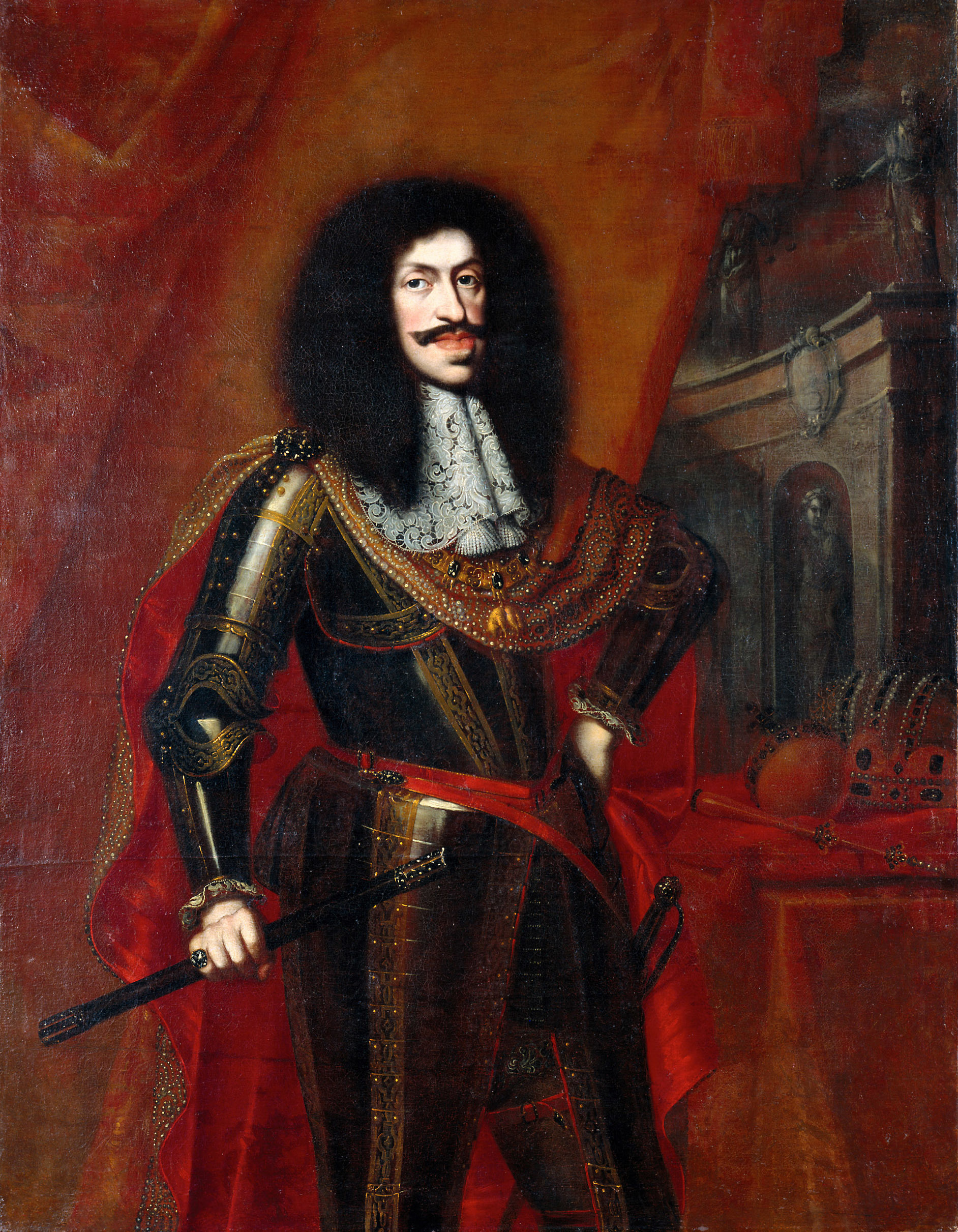
El Emperador Leopoldo I, obra de Benjamin von Block.

Al volver a Viena, Leopoldo I le recibió con frialdad, porque los cortesanos habían aprovechado la ausencia del Príncipe Eugenio para intrigar contra él. Eugenio se retiró indignado, más aún cuando Schlick le demandó su espada. Eugenio entonces declaró:
“Ahí está, todavía humeante por la sangre de sus enemigos, nunca doy mi consentimiento para tomarla de nuevo, a menos que sea útil en el servicio de su Majestad ".
Con esta frase renunciaba a dirigir las tropas, lo que hubiese supuesto un desastre para el Imperio al perder a su mejor general. Le pusieron en arresto domiciliario, donde supo que cortesanos como Gaspard Kinsky intrigaban para llevarle a juicio en un consejo de guerra por desobediencia y por haber realizado una acción audaz y peligrosa y que, según ellos, debía pagar con su cabeza. El rumor se extendió por Viena y la gente montó guardia alrededor de su casa para defenderle en caso necesario. Esta reacción del pueblo fue conocida en la Corte y el Emperador le volvió a enviar la espada y le devolvió el mando del ejército en Hungría. Eugenio respondió que lo haría si se le daban plenos poderes y si no estaba más expuesto a la malicia de sus generales y ministros. El Emperador no se atrevió a darle esa plena autoridad pública, pero lo hizo en secreto, en una nota firmada por él mismo.

## Consecuencias de la batalla
Gracias a la victoria en la batalla de Zenta, la conquista de Azov por Pedro el Grande y otras victorias cristianas, los turcos aceptan la mediación de Inglaterra y las Provincias Unidas y el 26 de enero de 1699 firman el Tratado de Karlowitz,  por el que entregan al Sacro Imperio Transilvania y Hungría (excepto el eyalato de Temesvar); a Venecia, Morea y una parte de la costa dálmata; a Rusia le ceden Azov y devuelven a Polonia Podolia y Ucrania.